# バイコヌール宇宙基地31番射点
バイコヌール宇宙基地31番射点（LC-31/PU-6、Site 31/6）はバイコヌール宇宙基地にあるロケット発射施設。
初の使用は1961年1月14日のR-7A大陸間弾道ミサイル試験ミッションだった。現在はソユーズFG/フレガート、ソユーズU、ソユーズ2の打上げに使用されている。
1970年代、80年代には有人飛行にも何度か使用されたことがある。
国際宇宙ステーション(ISS)ミッションのソユーズロケットの打上げは、バイコヌール宇宙基地1番射点と、この31番射点の2箇所だけが使われている。ISSミッションに初めて使われたのは、2009年2月のプログレスM-66の打ち上げからであり、2012年10月にはISSミッション初の有人打ち上げもソユーズTMA-06Mで行われた。 